# Pteronemobius sulfurariae
Pteronemobius sulfurariae är en insektsart som beskrevs av Lucien Chopard 1932. Pteronemobius sulfurariae ingår i släktet Pteronemobius och familjen syrsor. Inga underarter finns listade i Catalogue of Life.